# ARA Salta (1972)
ARA Salta (S-31) – argentyński okręt podwodny z lat 70. XX wieku, jedna z dwóch zakupionych przez Argentynę niemieckich jednostek typu 209/1200. Okręt został zbudowany w stoczni Howaldtswerke-Deutsche Werft w Kilonii, po czym przewieziony w sekcjach do argentyńskiej stoczni Tandanor w Buenos Aires, gdzie zwodowano go 9 listopada 1972 roku. Jednostkę przyjęto do służby w Armada de la República Argentina 7 marca 1974 roku. Okręt nadal znajduje się w służbie (stan na 2019 rok).

## Projekt i budowa
ARA „Salta” jest jednym z kilkudziesięciu zbudowanych okrętów niemieckiego eksportowego typu 209, zaprojektowanego w biurze konstrukcyjnym Ingenieurkontor Lübeck. Okręt należy do drugiej serii jednostek (projekt o sygnaturze IK 68), nazwanej na podstawie przybliżonej wyporności 209/1200, przedłużonej o 1,6 metra w stosunku do pierwszych okrętów.
Jednostka została zamówiona przez rząd Argentyny w 1968 roku i zbudowana w stoczni Howaldtswerke-Deutsche Werft w Kilonii, po czym przewieziono ją w sekcjach do argentyńskiej stoczni Tandanor w Buenos Aires (numer budowy A 29). Stępkę okrętu położono 30 kwietnia 1970 roku, a zwodowany został 9 listopada 1972 roku .

## Dane taktyczno–techniczne
„Salta” jest średniej wielkości okrętem podwodnym konstrukcji jednokadłubowej o długości całkowitej 55,9 metra, szerokości 6,25 metra i zanurzeniu 5,5 metra . Kadłub ma średnicę 6,25 metra, a wysokość (od stępki do szczytu kiosku) wynosi 11,3 metra. Wyporność w położeniu nawodnym wynosi 1158 ton (bez zbiorników balastowych), a w zanurzeniu 1268 ton. Okręt napędzany jest na powierzchni i w zanurzeniu przez dwustojanowy silnik elektryczny Siemens o mocy 5000 KM (3680 kW) przy 200 obr./min, zasilany z czterech baterii akumulatorów po 120 ogniw o łącznej pojemności 11 500 Ah, ładowanych przez generatory AEG o mocy po 550 KM, poruszane czterema czterosuwowymi, 12-cylindrowymi silnikami wysokoprężnymi MTU 12V 493 TY60 o mocy 600 KM przy 1450 obr./min każdy . Jednowałowy układ napędowy pozwala osiągnąć prędkość 11,5 węzła na powierzchni i 22 węzły w zanurzeniu (na chrapach 12 węzłów). Zasięg wynosi 6000 Mm przy prędkości 8 węzłów na chrapach (lub 11 300 Mm przy prędkości 4 węzłów) i 400 Mm przy prędkości 4 węzłów w zanurzeniu. Ster krzyżowy, umiejscowiony przed pięciołopatową śrubą napędową. Zbiorniki mieszczą maksymalnie 85 ton paliwa. Oprócz tego okręt zabiera 4 tony oleju smarowego, 31 ton wody sanitarnej i 19 ton wody pitnej. Dopuszczalna głębokość zanurzenia wynosi 250 metrów, zaś autonomiczność 40 dób.
Okręt wyposażony jest w osiem dziobowych wyrzutni torped kalibru 533 mm, z łącznym zapasem 14 torped . Wyposażenie radioelektroniczne obejmowało początkowo radar nawigacyjny Thomson-CSF Calypso II, telefon podwodny UT-Anlage, system kierowania ogniem (przelicznik torpedowy) H.S.A. Mk 8 Mod 24, sonar STN Atlas CSU-3, sonar pasywny DUUG-1D i bierne urządzenie pomiaru odległości Thomson Sintra DUUX-2C . Prócz tego okręt posiada dwa peryskopy, dwie tratwy ratunkowe, kotwicę i pętlę demagnetyzacyjną MES-Anlage.
Załoga okrętu składa się z 5 oficerów oraz 26 podoficerów i marynarzy.

## Służba
7 marca 1974 roku jednostkę pod nazwą ARA „Salta” przyjęto do służby w Armada de la República Argentina. Okręt otrzymał numer taktyczny S-31.
W przeciwieństwie do bliźniaczej jednostki „San Luis” „Salta” nie wziął udziału w argentyńsko-brytyjskim konflikcie o Falklandy, gdyż po zakończonym w kwietniu 1982 roku remoncie dokowym generował zbyt wysoki poziom szumów. W 1986 roku jednostkę wystawiono na sprzedaż, jednak wycofano się z tego zamiaru .
W latach 1988–1995 „Salta” przeszedł gruntowną modernizację w krajowej stoczni Astilleros Domecq García w Buenos Aires, obejmującą m.in. wymianę silników, wyposażenia elektronicznego oraz uzbrojenia (torpedy typu SST-4) . Wodowanie okrętu po remoncie odbyło się 4 października 1994 roku, a ponowne przyjęcie do służby nastąpiło w maju 1995 roku. Okręt bazował wówczas w Mar del Plata. W latach 2004–2005 w tej samej stoczni dokonano wymiany baterii akumulatorów. W latach 2009–2010 dokonano modernizacji okrętowych sonarów.
Jednostka nadal znajduje się w składzie argentyńskiej floty (stan na 2019 rok) .